# Weird Dreams
Weird Dreams (с англ. — «Странные сны») — компьютерная игра студии Rainbird Software в жанре Survival horror, сюрреалистический квест с изрядной долей чёрного юмора. Игра была выпущена в 1988 году для платформы DOS, в 1989 году — для Amiga и Atari ST, в 1990 году — для Commodore 64. Главному герою Стиву делают операцию на головном мозге, и, пока он лежит под наркозом, его сознание погружается в мир кошмаров. В игре отсутствует функция сохранения, а персонажу даётся пять жизней. Музыкальное сопровождение к игре написал композитор Дэвид Уитакер, известный своей музыкой к видеоиграм 1980—1990 годов.

## Сюжет
История Стива излагается в 64-страничной повести, сопровождавшей игру и написанной британским игровым журналистом Рупертом Гудвинсом. В повести рассказывается о том, как Стив влюбился в коллегу по работе, Эмили. Девушка одержима демоном по имени Зеллорипус (Zelloripus), сосланном на планету Земля. Эмили уговаривает Стива проглотить 3 таблетки, в результате чего тело и разум Стива становятся доступны Зеллорипусу. Стив начинает видеть ужасные и невероятно реалистичные сны, которые доставляют ему беспокойство и физическую боль. Его психиатр, затрудняясь определить причину кошмаров, советует сделать операцию на мозге. Под воздействием анестетика Стив проваливается в очередной кошмар, который может стать для него последним.

### Аппарат для производства сахарной ваты
Сразу после наркоза герой попадает в аппарат для производства сахарной ваты, откуда ему необходимо выбраться путём заполучения кусочков сахара и запрыгивания на палку, которая накручивает вату. После того как герой выпрыгнет из аппарата, он оказывается на ярмарке.

### Ярмарка
Герой оказывается на ярмарке, где нет людей, но вокруг звучит музыка. Вскоре героя начинает преследовать пчела с корзиной. Пчела достигает человеческого роста и жаждет выкачать мозг героя. Путём подкладывания ранее полученных кусочков сахара и использования мухобойки необходимо прогнать пчелу за край экрана. Это необходимо сделать в тот момент, когда пчела подбирает кусочки сахара.

### Комната с зеркалами
Из комнаты с зеркалами у игрока есть два выхода. Один в пустыню, где по небу летят рыбы, а на персонажа нападают жареные цыплята большого роста. Цыплят можно бить пойманной рыбой. Второй выход ведёт в парк с цветами, где находятся цветы с зубами, желающие непременно откусить голову персонажу. Цветы можно бить валяющейся поблизости палкой. Если игрок не сделает это вовремя, то выезжает газонокосилка и убивает героя.

### Встреча с девочкой
После прохождения прошлой локации-уровня персонаж встречает девочку с мячиком. Она бросает его, а игрок должен поймать и бросить его обратно. Если игрок пытается ловить мяч ранее того, как долетел до персонажа, то мяч открывает рот и съедает героя, если позже — то девочка с улыбкой перерезает горло персонажу большим кухонным ножом.

## Оценка
Игра получила смешанную оценку со стороны игровой прессы:
- 90 % — The One for 16-bit Games 9 (Июнь 1989)[1]
- 81 % — ST Amiga Format 13 (Июль 1989)[2]
- 71 % — Amiga Action 4 (Январь 1990)[3]
- 64 % — The Games Machine 20 (Июль 1989)[4]
- 60 % — Zzap 60 (Апрель 1990)[5]
- 31 % — Computer + Video Games 101 (Апрель 1990)[6]